# لوکا جودیچی
لوکا جودیچی (انگلیسی: Luca Giudici؛ زادهٔ ۱۰ مارس ۱۹۹۲) بازیکن فوتبال است.
از باشگاه‌هایی که در آن بازی کرده‌است می‌توان به باشگاه فوتبال مونتسا اشاره کرد.